# Alpina carbonata
Alpina carbonata är en fjärilsart som beskrevs av Franz Paula von Schrank 1802. Alpina carbonata ingår i släktet Alpina och familjen mätare. Inga underarter finns listade i Catalogue of Life.